# Musée colombophile militaire
Le musée de la colombophilie militaire est un musée français situé dans la forteresse du Mont-Valérien à Suresnes. Créé en 1981, il est géré par des personnels militaires du 8e régiment de transmissions.

## Histoire
Il présente, sous une forme pédagogique, l'histoire de la colombophilie depuis l'Antiquité à nos jours en accordant une large place aux activités militaires des pigeons voyageurs au cours des derniers conflits, ainsi qu'au sport colombophile. Y figure notamment la dépouille empaillée du pigeon « Vaillant », décoré pendant la Première Guerre mondiale,,.
Il est situé au même endroit que le colombier militaire national, le dernier d'Europe encore en activité.
Il est ouvert sur rendez-vous aux groupes les mardi, mercredi et jeudi, et aux visites individuelles lors des Journées européennes du patrimoine.

## Galerie

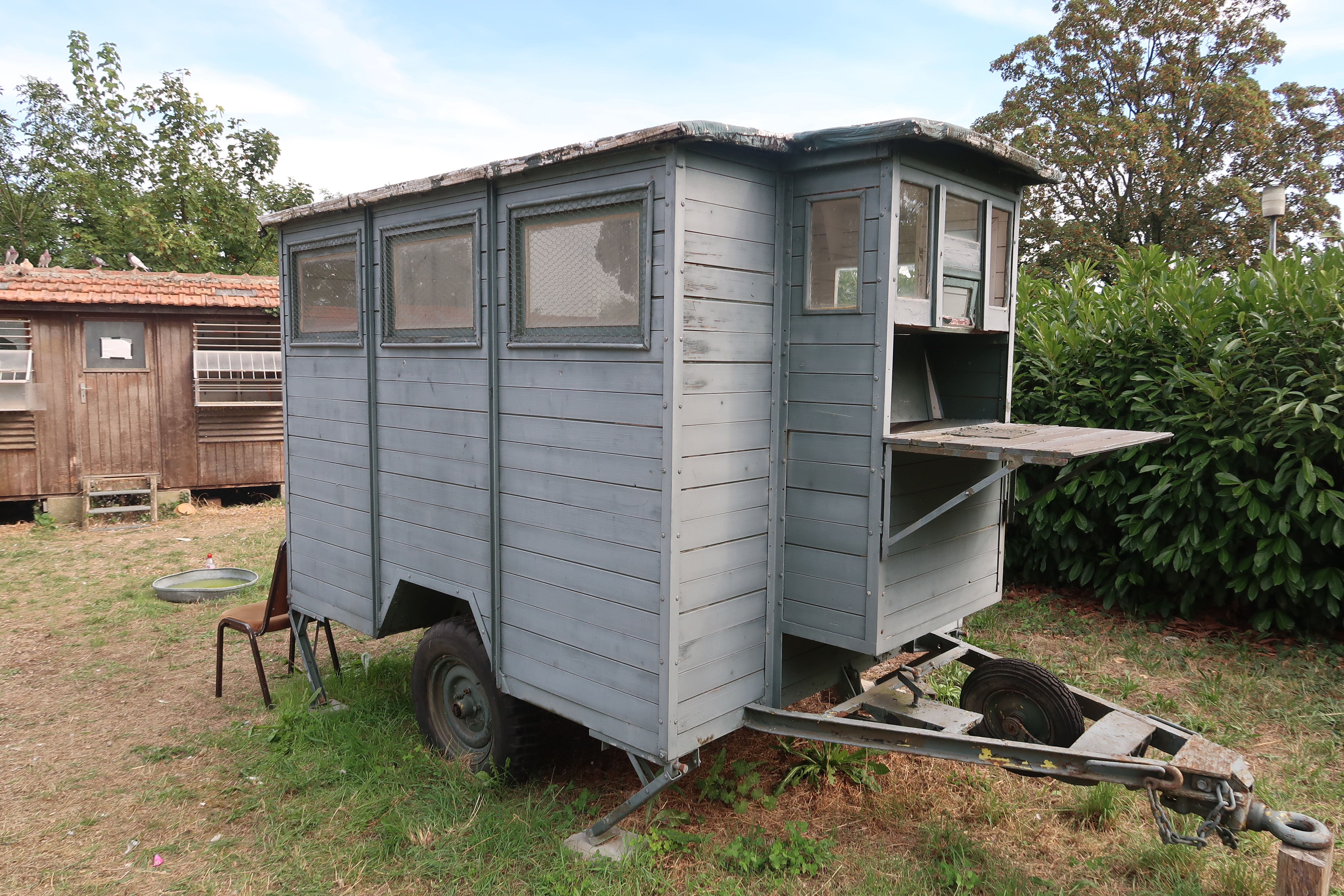
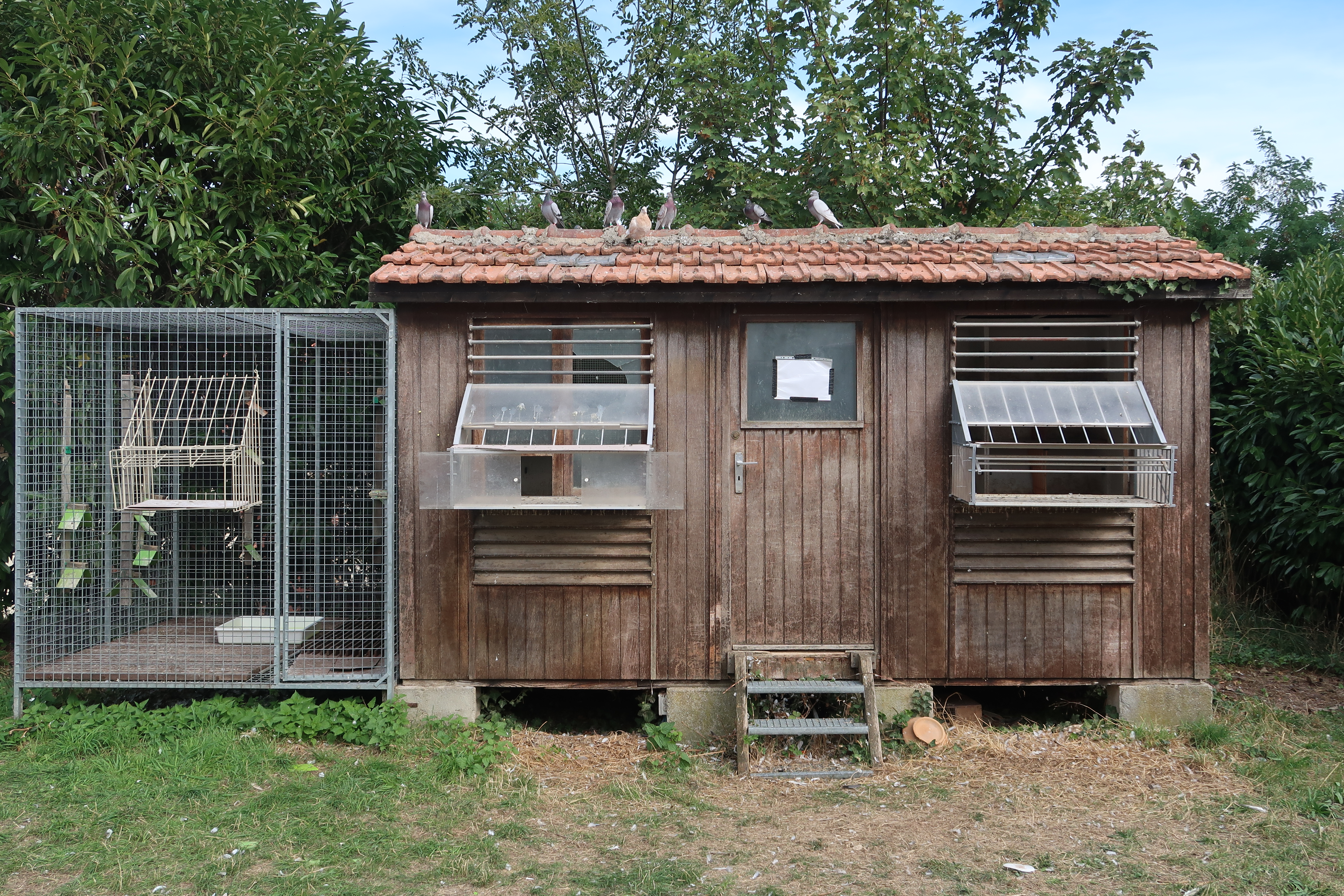
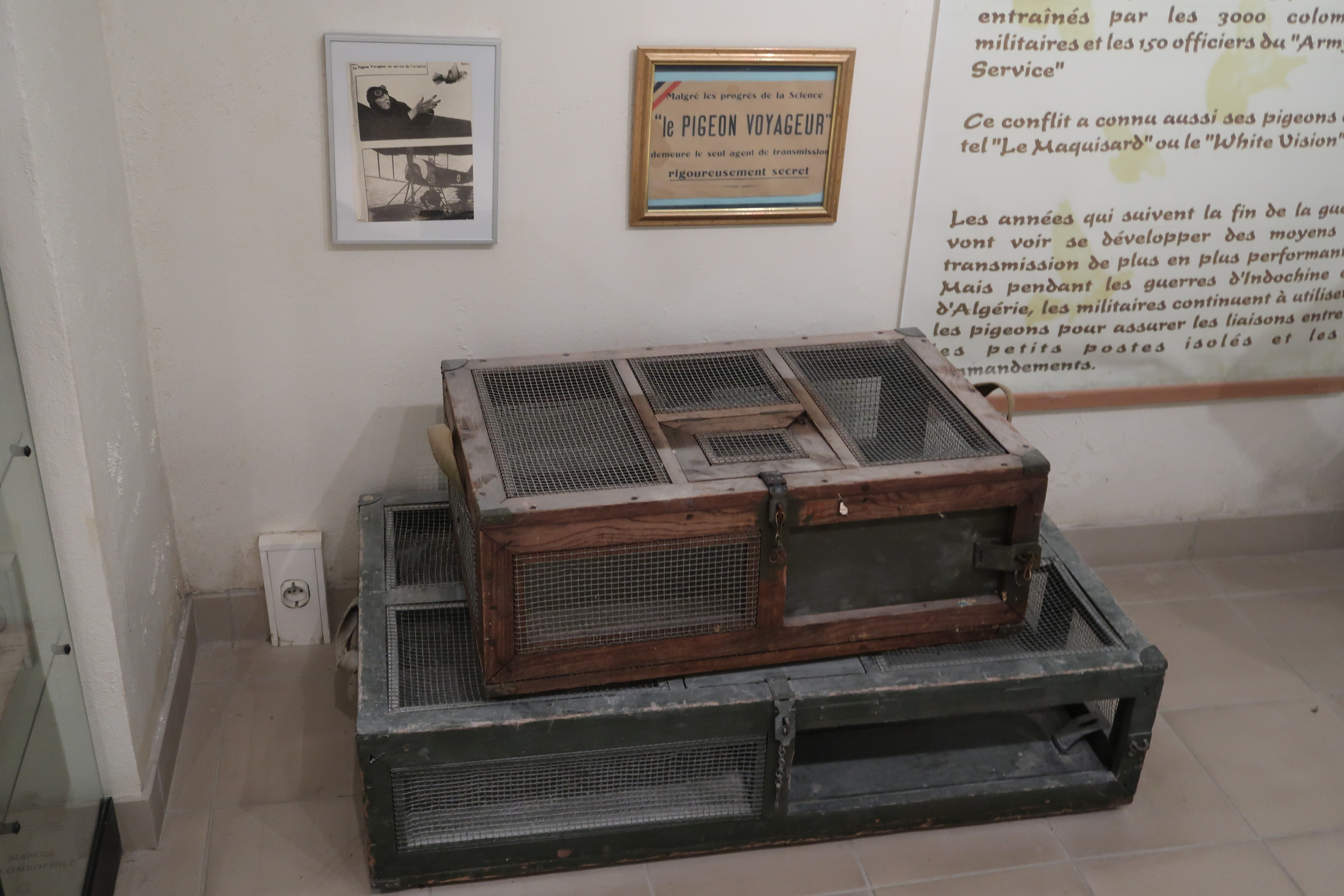